# Школьников, Лев Григорьевич
Лев Григорьевич Школьников (или Школьник) (16 июня 1895, Ушполь Ковенской губернии —1994, Миннеаполис, США) — советский врач-хирург, травматолог, профессор, лауреат премии имени Н. И. Пирогова.

## Биография
В источниках встречается как изначальное, по отцу, написание фамилии Школьник, так и Школьников (по документам). Имеются так же противоречивые данные о годе рождения: 1895 или 1900.
Родился 16 июня 1895 г. в Белоруссии в селе Ушполь Ковенской губернии в бедной семье. Школу окончил в 1918 г., после чего был призван в Красную Армию. В 1920 г. после ранения был демобилизован. С 1921 по 1926 гг. учился на медицинском факультете Белорусского университета в Минске. Затем работал ординатором хирургической клиники, заведовал хирургическим отделением. 
В 1934 г. стал ассистентом кафедры пропедевтической хирургии Минского медицинского института, в 1937 г. защитил кандидатскую диссертацию, после чего стал доцентом кафедры госпитальной хирургии мединститута. 
В 1941 г. защитил докторскую диссертацию.
В первые дни войны был мобилизован и назначен главным хирургом армии в звании военврача II ранга. 
В 1946 г. был демобилизован и приглашен на работу в Новосибирский ГИДУВ. Там он возглавил кафедру травматологии и ортопедии, получив вскоре звание профессора.
В 1951 г. Лев Григорьевич вместе с ГИДУВом переезжает в Сталинск (Новокузнецк), где формирует новокузнецкую школу травматологов и ортопедов. У него учился академик Г. А. Илизаров.
В 1950-е годы предложил использовать клей БФ-6 в медицине.
В 1970 г. вышел на пенсию и уехал в город Минск.
В 1992 году уехал в США для лечения, жил он в городе Миннеаполисе, который находится в двух часах езды от онкологической клиники Мэйо.
В 1994 году умер в клинике.

## Награды
орден Красной Звезды, орден Отечественной войны I и II степени, медали.

## Память
Имя Школьникова высечено в 2001 г. на мемориальном комплексе Муниципальной городской клинической больницы № 1 для увековечивания памяти работников больницы, внесших значительный вклад в охрану здоровья населения.

## Книги, статьи
Школьников Л.Г., Селиванов В.П., Цодыкс В.М. Повреждения таза и тазовых органов. — 1966. — 268 с.